# 찰스 H. 커 출판사
찰스 H. 커 출판사(Charles H. Kerr Publishing Company)는 미국의 출판사다. 1886년 일리노이주 시카고에서 찰스 호프 커가 찰스 H. 커 & Co.라는 사명으로 창업했다. 
원래 유니테리언 종교 출판사였으나 사장 커의 관심사가 종교로부터 대중주의를 거쳐 사회주의로 이동함에 따라 출판사에서 나오는 책과 정기간행물도 그런 성격으로 전향하게 되었다. 전성기의 찰스 H. 커 출판사는 미국 사회당과 세계산업노동자연맹의 출판창구와 같이 기능했다.
1920년, 출판사 경영은 미국 무산당에게 넘어갔다. 무산당은 이후 40년간 찰스 H. 커 출판사 명의로 자신들의 기관지를 발행했다. 1960년대 들어서는 세계산업노동자연맹을 지지하는 시카고의 급진주의자 써클이 경영을 이어받았다. 찰스 H. 커 출판사는 2024년 현재도 존재하고 있으며, 북미에서 가장 오래된 사회주의 출판사로 남아 있다.